# Mobius Final Fantasy
 (décembre 2016).
Si vous disposez d'ouvrages ou d'articles de référence ou si vous connaissez des sites web de qualité traitant du thème abordé ici, merci de compléter l'article en donnant les références utiles à sa vérifiabilité et en les liant à la section « Notes et références ».
En pratique : Quelles sources sont attendues ? Comment ajouter mes sources ?
Mobius Final Fantasy (メビウスファイナルファンタジー, Mebiusu Fainaru Fantajī) est un jeu vidéo de rôle développé et édité par Square Enix pour iOS et Android.
Il est sorti au Japon en juin 2015 et à l'international le 3 août 2016 Le joueur incarne Wol, un homme qui se réveille amnésique dans le monde de Palamecia, et doit aider à vaincre les forces des ténèbres s'attaquant à son peuple. Le jeu dispose d'éléments de gameplay des précédents titres de Final Fantasy , y compris le nivellement, l'exploration, le système de voyage-rapide, et le combat au tour à tour. Des thèmes communs ont également été tirées à partir du premier titre de Final Fantasy, comme "les guerriers de la lumière" et leur combat contre le chaos et les ténèbres.
Plusieurs employés des précédents titres de Final Fantasy ont été impliqués dans le développement, y compris le producteur Yoshinori Kitase, le scénariste Kazushige Nojima, les artistes Toshitaka Matsuda et Toshiyuki Itahana, et le compositeur Mitsuto Suzuki.
Le jeu a enregistré plus de deux millions de joueurs dans les premières semaines de sa sortie. Square Enix a cité Möbius Final Fantasy comme l'un des titres les plus réussis qu'il a publié sur le mobile en 2015. Les graphismes et le gameplay ont été félicités par les critiques, bien que certains ont appelé l'ensemble de l'expérience de combat "simple". Le jeu a reçu de nombreux prix, y compris celui d'être nommé l'un des Meilleurs jeux iTunes de l'année 2015 par Apple Inc. Une traduction en anglais est actuellement en cours de développement.

## Intrigue
Wol, le protagoniste principal, se réveille frappé d'amnésie dans le monde étrange de Palamecia. Il est l'un des multiples Effacé, des personnes amenées à Palamecia d'autres mondes et souffrant d'amnésie. Palamecia est attaqué par les armées du Chaos, et celle-ci doit répondre à une prophétie dans Palamecia. Un des Effacé est un "Guerrier de la Lumière" qui va libérer le monde de ses ténèbres. Wol est aidé dans son voyage par Princesse Sarah Lotte Cornelia, la princesse d'un royaume de Palamecia, et Mog, un moogle aidant Wol dans sa quête.
Le chapitre 2, intitulé Prédiction et Espoir, comprend Wol et Mog à l'aventure à travers le désert de l'Ishtar et la Rune du Temple. Une quête secondaire a également été inclus, intitulé El Dorado de l'Oubli, qui est défini dans les ruines de l'Or du Volost de El Dorado. Dans le chapitre 3, Wol est en voyage pour voir la Princesse Sarah, qui l'attend à son château, quand elle est attaquée et maintenu en captivité par les armées du chaos. Wol est ensuite tâché de sauver la princesse et de contrer l'écrasante puissance du Chaos géants.
Dans le prologue du chapitre 4, Wol et Sarah commencent une aventure pour trouver la Rune de la Terre pour les garder hors des mains du chaos, et plus tard dans le chapitre 4, l'histoire se poursuit à travers de nouvelles terres,. Dans le chapitre 5, Wol voyage pour trouver la source de la lumière qui peut lui donner la force pour vaincre le chaos.

## Système de jeu
Mobius Final Fantasy est un jeu de rôle conçu pour les téléphones mobiles. Le joueur contrôle le Guerrier de la Lumière (Warrior of Light, ou Wol) lors de la navigation à Paramitia. Les joueurs peuvent personnaliser les paramètres, la qualité graphique, et régler les commandes pour leur main-forte. Au cours de la navigation sur la carte, le joueur appuie sur un emplacement sur une carte, et le personnage se déplace à cet emplacement. Dans certains domaines autonomes, le joueur peut contrôler directement le personnage,,. Avec la navigation standard, le joueur peut naviguer dans le monde du jeu à l'aide d'un fast-travel system,. De nombreuses fonctionnalités dans le jeu, tels que le système de mise à niveau et l'exploration sont similaires aux précédents jeux Final Fantasy.
Mobius dispose d'une tactique axée et d'un système de combat au tour par tour, avec des joueurs capables d'activer des attaques en appuyant sur les ennemis à l'écran. Les joueurs peuvent utiliser des attaques au corps à corps, des armes comme des épées et des attaques magiques,. Pendant le combat, le joueur accumule des Éléments, qui sont nécessaires pour activer des Capacités et invoquer des monstres. Lorsqu'il est prêt à activation, une vignette s'affiche sur l'écran que le joueur touche pour activer la Capacité. Les capacités ont des attributs différents: le Shiva déchaîne une attaque de glace, tandis que Graisse Chocobo sollicite la défense pour les huit tours pour la guérison automatique du joueur. Les éléments peuvent aussi être utilisées par le joueur pour renforcer sa résistance aux attaques élémentaires. Si la faiblesse d'un ennemi est expolité, il sera affaibli, ce qui permet au joueur d'attaquer librement.
Le joueur commence avec le rang de Coupeur d'oignon,,. Chaque rang peut être accompli à l'aide de "semences", éléments recueillis dans la bataille pour remplir un panel de compétences. Une fois que le panneau est terminée, le rang va évoluer, comme Oignon, le Guerrier évoluant dans la pure classe Guerrière. Il est possible de changer ou de faire évoluer le rang d'un personnage. Dans la deuxième mise à jour, un Samouraï, un Assassin, et un Mage Rouge ont été ajoutés. En février 2016, la fonctionnalité multijoueur a été ajoutée, ce qui permet jusqu'à quatre joueurs d'affronter un boss.

## Développement
Le concept derrière Mobius a été créé pour une expérience mobile comparable à celui d'une console de salon,.
Le développement a commencé en 2013, et incité le scepticisme du personnel Square Enix et de ses futurs gérants de plateformes, qui ont plus l'habitude de la dominante de la 2D dans les jeux mobiles. L'un des problèmes cités par le directeur Naoki Hamaguchi a été la création d'une expression de visage réaliste équivalente à celle utilisée dans le film Frozen. Pour le développement, l'équipe a utilisé le moteur de jeu Unity. L'équipe avait besoin de prendre en compte des différences entre les différents modèles de téléphone pour permettre un confort optimal de l'utilisateur. Pour aider au développement et à surmonter d'éventuelles difficultés de manipulation du moteur de jeu Unity, un environnement de développement a été créé. L'équipe a utilisé une base physique de rendu pour créer un éclairage réaliste et des effets sur l'environnement. Le budget était de loin inférieur à ceux des jeux pour consoles, l'équipe a donc été réticente à acheter les outils nécessaires. En utilisant l'expérience du développement de Final Fantasy XIII, l'équipe a été en mesure de créer des graphiques haut de gamme malgré les restrictions mobiles,.

### Musique
La musique de Mobius Final Fantasy a été composée par Mitsuto Suzuki, dont les travaux antérieurs comprend Le 3e Anniversaire, Final Fantasy XIII-2 et Lightning Returns: Final Fantasy XIII. Dans le cadre de la rédaction du jeu, il avait besoin de créer de nouvelles pistes pour les mises à jour du jeu, ce qui a ajouté à la pression sur lui de créer de la musique qui pourrait plaire aux joueurs. Un concept présent dès le début, a été de changer la musique de la bataille en fonction de l'équipement du joueur: Suzuki créé un premier thème de combat qui a agi comme une base pour d'autres thèmes, puis des éléments ont été ajoutés comme des éléments électroniques et des pistes de variété. La majorité de a musique du jeu a été fait à l'aide de synthétiseurs. Suzuki a jugé également nécessaire de faire des remix des précédentes musiques de Final Fantasy  tels que le Chocobo thème, et des morceaux d'autres Final Fantasy  apparaissent en particulier dans les événements du jeu. Suzuki estime qu'il a créé entre 40 et 50 chansons pour le jeu. La musique a été enregistrée au Red Bull Studios de Tokyo.
Un double-CD de la bande originale de l'album du jeu, Mobius Final Fantasy Original Soundtrack a été publié par Square Enix , le 26 février 2015 sous le numéro de catalogue SQEX-10534-5. La musique de l'album couvre les Chapitres 1 à 3.

## Mise à jour
Une marque pour son titre original, "Mevius Final Fantasy", a été déposé par Square Enix en octobre 2014. Le jeu a été officiellement annoncé dans Famitsu deux mois plus tard, sous le même nom. Deux jours plus tard, un site teaser a été ouvert à la fois en anglais et en Japonais avec un message de Kitase à propos de l'équipe de vision du jeu. Son nom a été annoncé lors d'un livestream de la société spécialisée dans le jeu,. Sa sortie internationale a été confirmée en juillet pour le 3 août.
| Chapitres | Date de sortie      |
| --- | ------------------- |
| Chapter 1: Fate of the Blank (第1章 空白の運命, Dai Isshō: Kūhaku no Unmei) (第1章 空白の運命, Dai Isshō: Kūhaku no Unmei)                                                         | Inclus dès le début |
| Chapter 2: Prophecy and Hope (第2章 予言と希望, Dai Nishō: Yogen to Kibō) (第2章 予言と希望, Dai Nishō: Yogen de Kibō)                                                             | Inclus dès le début |
| Chapter 3: Princess of the Battlefield (第3章 戦場の王女, Dai Sanshō: Senjō no Ōjo) (第3章 戦場の王女, Dai Sanshō: Senjō pas Ōjo)                                                  | MAJ I et II         |
| Chapter 4 Prologue: A New Radiance (第4章プロローグ 新たなる輝き, Dai Yonshō Purorōgu: Aratanaru Kagayaki) (第4章プロローグ 新たなる輝き, Dai Yonshō Purorōgu: Aratanaru Kagayaki) | MAJ I et II         |
| Chapter 4: Illusion and Doubt (第4章 幻想と疑問, Dai Yonshō: Gensō to Gimon) (第4章 幻想と疑問, Dai Yonshō: Gensō à Gimon)                                                         | MAJ I et II         |
| Chapter 5: Warrior of the Beginning (第5章 はじまりの戦士, Dai Goshō: Hajimari no Senshi) (第5章 はじまりの戦士, Dai Goshō: Hajimari no Senshi)                                    | MAJ I et II         |

## Accueil et critiques
Au cours de son délai de pré-inscription, le jeu a reçu 200 000 utilisateurs enregistrés. Le 12 juillet, un peu plus d'une semaine après sa sortie, le jeu a eu un million de joueurs inscrits au Japon. Ce nombre était passé à plus de deux millions le mois suivant,. Au rapport 2015 Square Enix, Mobius a été noté comme l'un des plus gros succès mobile de l'année, en indiquant que la hausse de la production de valeurs par rapport à d'autres jeux mobiles sur le marché ont contribué à sa popularité. En outre, Mobius a été parmi les finalistes du meilleur jeu mobile de l'année 2015, et a été nommé les meilleurs jeux iTunes de l'année par Apple Inc.,.
Dengeki Mobile fait l'éloge de la jouabilité et de la stratégie des combats de boss, bien que l'examinateur a eu de légères réserves quant à la qualité de l'ensemble du jeu. Ils ont également déclaré que les joueurs peuvent rencontrer des difficultés lors de certains combats. Famitsu, dans une fonction similaire, a salué le gameplay et la présentation, en écho à beaucoup de compliments. Kotaku a examiné le jeu en juillet 2015 et a qualifié le gameplay de "monotone" mais il a noté que de nombreux chapitres n'ont pas été encore publié. Canard PC lui attribue la note de 7/10, déplorant un « didacticiel pénible » et un « enrobage free-to-play écœurant » mais louant un « système de combat plutôt malin » demandant du « sens tactique ».
En Europe, la pré-inscription dépasse les 125 000 utilisateurs enregistrés.